# Pravets (obchtina)
Pravets (bulgare : Правец) est une obchtina de l'oblast de Sofia en Bulgarie.